# Marian Siwek
Marian Siwek (ur. 21 grudnia 1936 w Niepołomicach, zm. 17 maja 2007 w Krakowie) – polski malarz i rysownik.

## Życiorys
Młodość spędził w Krakowie. Jest absolwentem liceum plastycznego i Akademii Sztuk Pięknych, gdzie ukończył studia na Wydziale Malarstwa. Studiował u Jerzego Fedkowicza i Emila Krchy. Siwek to artysta z pokolenia Stanisława Wójtowicza i Jerzego Panka. Na początku lat 70. spłonęła krakowska pracownia Mariana Siwka, a pożar pochłonął niemal cały dotychczasowy dorobek malarza. Artysta-outsider, niezgadzający się z panującym systemem politycznym. Z tego względu jego prace nie trafiały do państwowych instytucji i zbiorów muzealnych. Wernisaże i spotkania dla przyjaciół organizował w swoim domu. W świadomości widzów zaistniał dopiero na początku lat 90., odkryty i doceniony przez koneserów sztuki. W 2000 roku zachorował na Alzheimera, ale pomimo choroby tworzył. Jego ostatnie dzieła posłużyły jako materiał naukowo-badawczy dla Jerzego Vetulaniego. Jego córką jest Iwona Siwek-Front, krakowska artystka. Pochowany na Cmentarzu Podgórskim w Krakowie (kwatera XXXVII zach. I 2 ).

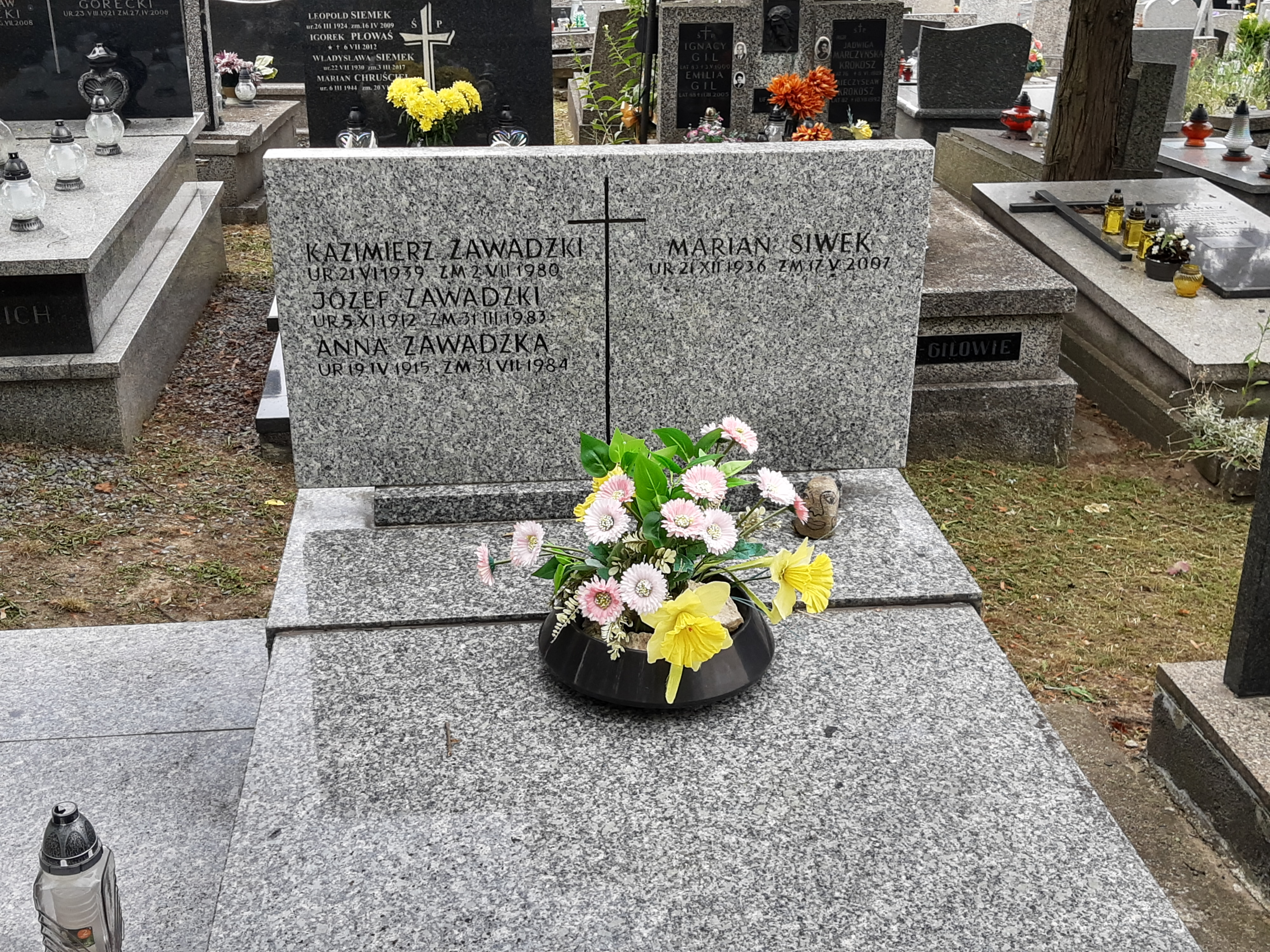
Grób Mariana Siwka na Cmentarzu Podgórskim

## Twórczość
Jest autorem portretów Jerzego Panka, Idy Haendel, Tadeusza Kantora, czy Jonasza Sterna. Wykonał jedyny na świecie rysowany dokument Straceńcy (1981/1982) ilustrujący masakrę górników w kopalni „Wujek” (1981). Ważniejsze cykle rysunków to: Krwawa wiosna w Grudniu (1971), Szkice telewizyjne (1980/1981), Teatr paniki (lata 80.), Idąc ulicami Krakowa (lata 90. do 2005), Śmierć Karoliny (1998–2000), Dziwolągi (2005/2006), Konie (1965–2005), Sceny rodzinne (1970–2003), Maria Magdalena (1998). Jego rysunki poruszają tematykę społeczną i polityczną.
Jego dzieła były wystawiane w krakowskiej Galerii Podbrzezie, w Muzeum Historycznym Miasta Krakowa (Wieża Ratuszowa, Kamienica Hipolitów), w Pałacu Sztuki, w Muzeum Narodowym. Cykl rysunków Straceńcy jest prezentowany w formie multimedialnej w Europejskim Centrum Solidarności w Gdańsku. W 2015 roku Towarzystwo Przyjaciół Sztuk Pięknych w Krakowie zorganizowało artyście pośmiertną wystawę „…to właśnie człowiek”, upamiętniając nią 34. rocznicę ogłoszenia w Polsce stanu wojennego.
„Artysta prawdziwy – człowiek, któremu najbardziej nie po drodze z żadną władzą, ideą, ani zwykle ze sobą samym. Sztuka, jedyny sposób w który może wyrazić siebie i ująć sens egzystencji. (…) Marian Siwek rysował jak jest. To łapczywy zapis codzienności. Tej ziemi, domu ojca, domu matki i baru. Od elementów komiksu szedł do malarstwa i z powrotem. Używał ołówków, farb, zaangażowania w sprawy bieżące oraz subtelnych metafor i liryki. Rysował i malował głównie tych odrzuconych, których odrzucilibyśmy nawet dzisiaj. Nie ukrywał, nie upiększał, potrafił wydobyć człowieczeństwo nawet tam gdzie zatykamy nos i gdzie trywialność egzystencji przyprawia o mdłości (…)”. Mateusz Moczulski, fragmenty tekstu do wystawy „...to właśnie człowiek” (2015) 
„Z reporterską pasją odkrywałem płachta po płachcie, pokryte gęstą plamą tuszu kartony, gdzieniegdzie przecięte nerwowymi liniami mocno zaznaczającymi ślad narzędzia, ale za każdym razem układające się w dynamiczne kompozycje. Siła ekspresji tych notatek z krainy absurdu, coraz bardziej odległego na mapie historii archipelagu dziwactwa i wynaturzenia, jest do dziś przejmująca. Tak jak przejmująca jest postać artysty zamkniętego w czterech ścianach swojej pracowni, skazanego przez zarządców ludowej Ojczyzny na niebyt. Osamotniony, wyizolowany w rysunkach obnażał emocje, wręcz wykrzykiwał komentarze na temat świata, który go zmarginalizował. Twórca wybrał wewnętrzną emigrację, ale właśnie w otoczeniu sztuki odnalazł wolny świat, jakże daleki od krainy kłamstwa... i konsekwentnie, dzień w dzień, miesiąc w miesiąc, rok w rok, rysował (…)” – Miłosz Horodyski, fragment tekstu do wystawy „...to właśnie człowiek” (2015)